# Abnormipterus abnormis
Abnormipterus abnormis är en fjärilsart som beskrevs av George Francis Hampson 1898. Abnormipterus abnormis ingår i släktet Abnormipterus och familjen björnspinnare. Inga underarter finns listade i Catalogue of Life.